# Гизони
Гизоните (на немски: Gisonen) са през 11 и 12 век влиятелна гау-графска фамилия в Северен Хесен. Център на нейното владение е първо около Марбург и по-късно югозападно от Касел при Маден.
Те са служители (фогт) на манастира Ветер. През 1015 г. император Хайнрих II им дава кралски земи около Марбург. Тяхната резиденция е замъкът Бург Холенде.
Първият споменат в документите от 1008 г. е гауграф Гизо I, основател на Гизоните.
Гизо IV (* 1070; † 12 март 1122) е граф в Оберлангау и от 1121 г. граф на Гуденсберг в Долен Хесен и е най-успелият от Гизоните. Чрез женитбата на Хедвиг от Гуденсберг през 1110 г. с ландграф Лудвиг I от Тюрингия и след смъртта на брат ѝ Гизо V през 1137 г. гауграфшафт Хесен и другите имения на Гизоните отиват при тюрингските Лудовинги. През 1148 г. Хедвиг построява манастира Анаберг, от който се развива окрепеният град Касел.